# カルナール

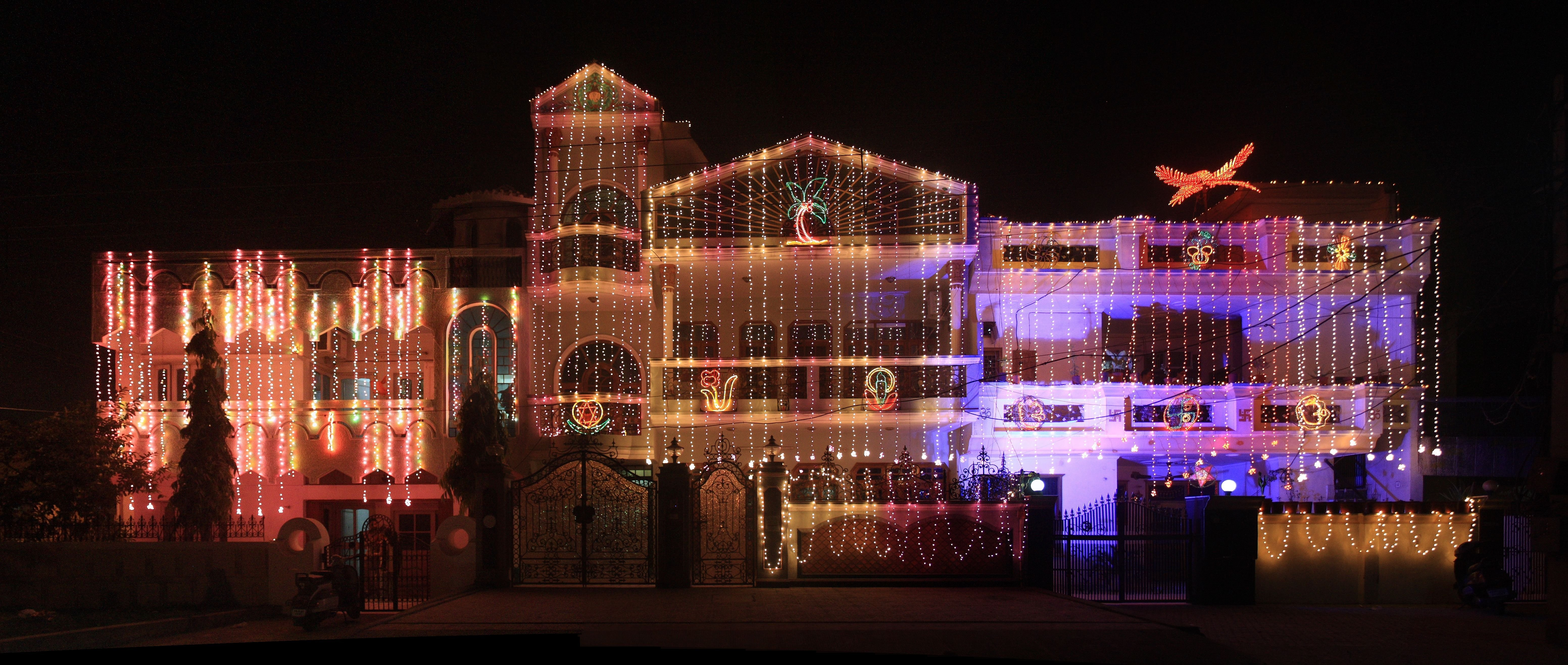
カルナールのディーワーリー

カルナール（ヒンディー語：करनाल; パンジャービー語：ਕਰਨਾਲ, Karnal）は、インドのハリヤナ州、カルナール県の都市。

## 歴史
1739年、ムガル帝国の皇帝ムハンマド・シャー・ランギーラーとサファヴィー朝の君主ナーディル・シャーの率いる両軍が激突し、後者が勝利した（カルナールの戦い）。その後、デリーは略奪、破壊された。
1763年、ジーンドのゴーパール・シングがカルナールを占領した。
1785年にマラーター勢力の支配下に入り、1795年にはシク教徒の支配下に入った。

## 地理
カルナールは北緯29度41分 東経76度59分 / 北緯29.68度 東経76.98度に位置している。